# Allomyella brevipennis
Allomyella brevipennis är en tvåvingeart som beskrevs av Malloch 1923. Allomyella brevipennis ingår i släktet Allomyella och familjen kolvflugor. Inga underarter finns listade i Catalogue of Life.